# Pseudanophthalmus eremita
Pseudanophthalmus eremita är en skalbaggsart som beskrevs av Horn. Pseudanophthalmus eremita ingår i släktet Pseudanophthalmus och familjen jordlöpare. Inga underarter finns listade i Catalogue of Life.